# بيرونوبوليس
بيرونوبوليس (بالبرتغالية: Pirenópolis‏) هي بلدية تقع بالبرازيل في غوياس.[بحاجة لمصدر] يقدر عدد سكانها بـ 20,460 نسمة وترتفع عن سطح البحر 770 متر.

## معرض صور

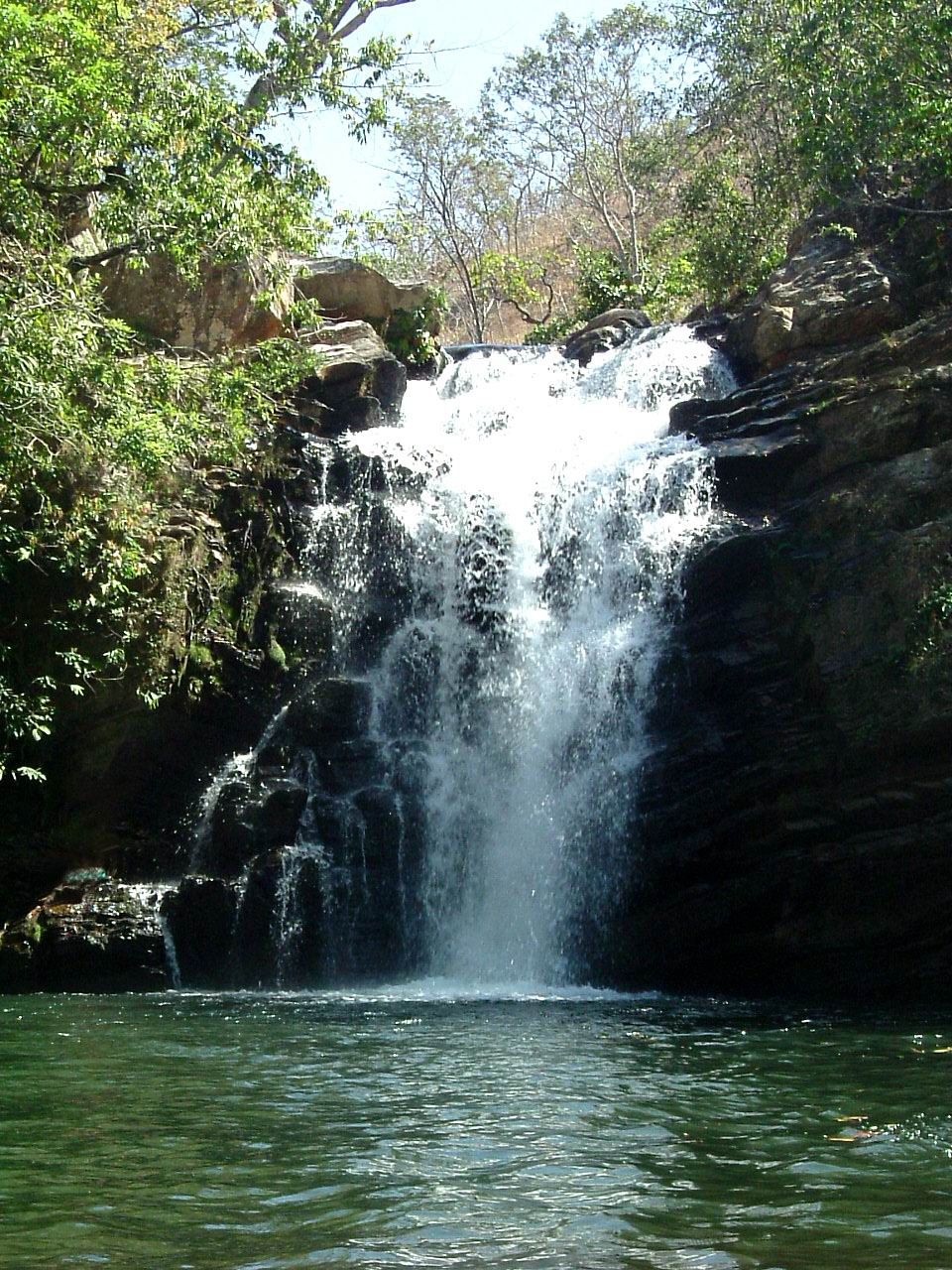
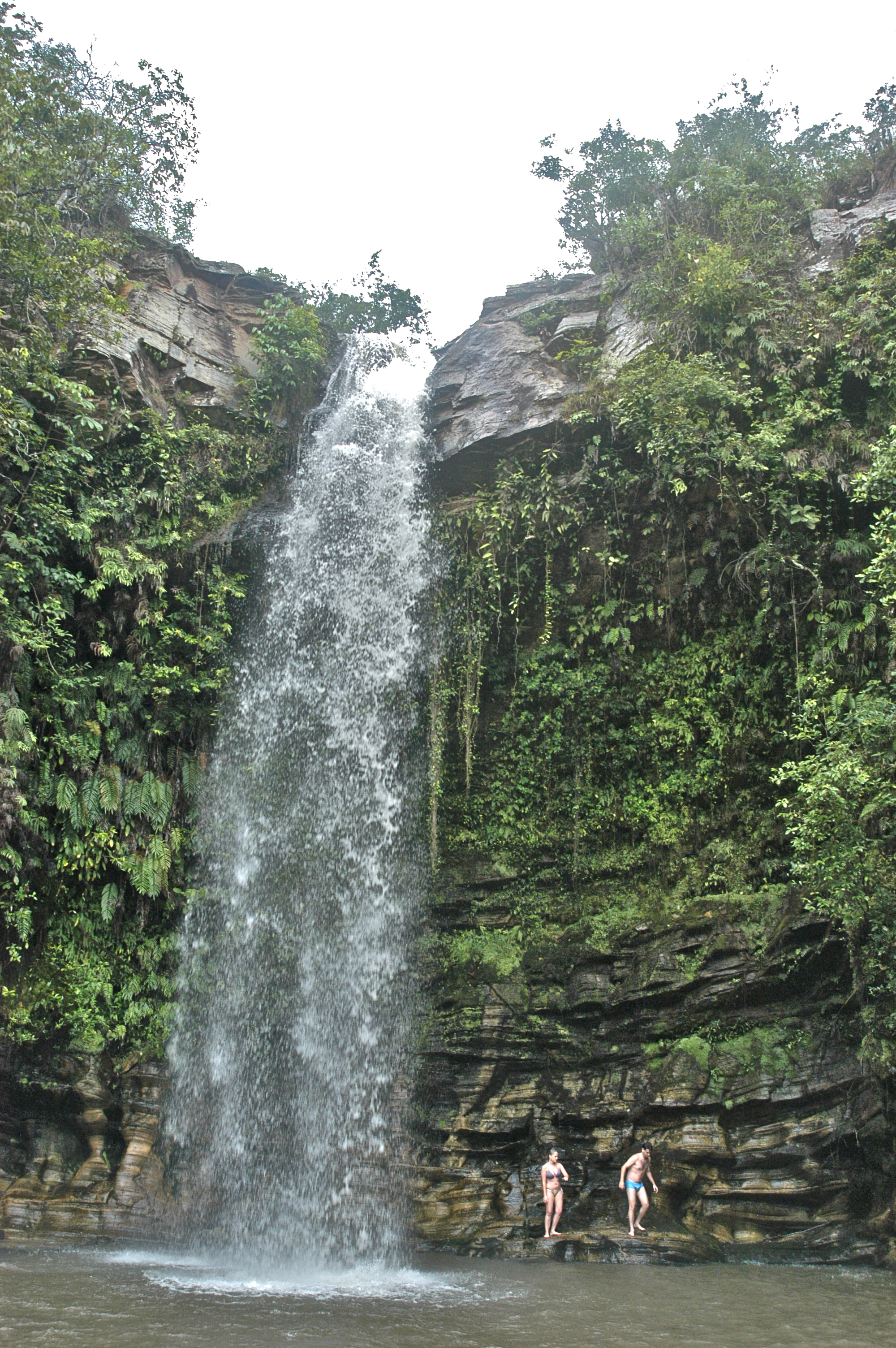
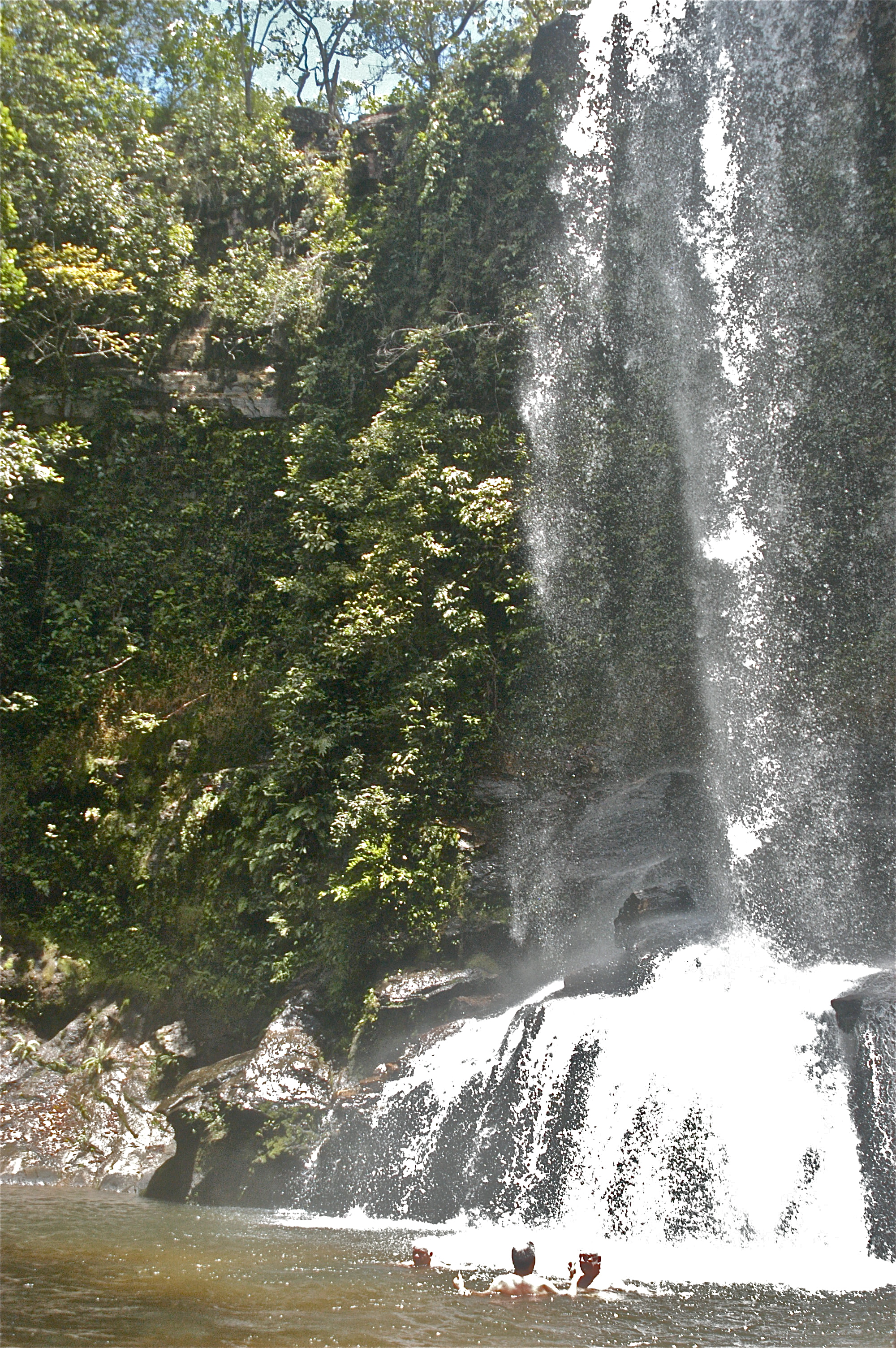